# Aleksej Joenin
Aleksej Vladimirovitsj Joenin (Russisch: Алексей Владимирович Юнин) (Moskou, 5 augustus 1985) is een Russisch schaatser.
Aleksej Joenin maakte zijn internationale schaatsdebuut bij een wereldbekerwedstrijd in december 2005. In januari 2007 deed hij voor het eerst mee aan een internationaal kampioenschap. In Collalbo werd de Rus 22e bij het EK Allround.
In de zomer van 2008 raakte Joenin door een fietsongeluk tijdens een training in de Franse Alpen zwaargewond aan zijn hoofd. Aan het eind van de zomer was hij herstellende en werkte hij weer rustige trainingen af.  Hij keerde daarna niet naar het schaatsen terug.

## Records

### Persoonlijk records
| Afstand      | Tijd     | Datum            | Baan     |
| ------------ | -------- | ---------------- | -------- |
| 500 meter    | 37,53    | 23 december 2006 | Kolomna  |
| 1000 meter   | 1.18,83  | 6 januari 2005   | Inzell   |
| 1500 meter   | 1.51,12  | 13 januari 2007  | Collalbo |
| 3000 meter   | 4.04,36  | 11 december 2004 | Moskou   |
| 5000 meter   | 6.35,13  | 4 februari 2007  | Turijn   |
| 10.000 meter | 13.57,77 | 19 december 2005 | Moskou   |

### Wereldrecords
| Nr.  | Afstand                  | Tijd     | Datum            | Baan   |
| ---- | ------------------------ | -------- | ---------------- | ------ |
| jr1. | Achtervolging (junioren) | *4.00,45 | 12 december 2004 | Moskou |

* samen met Pavel Bachajev en Stepan Solovjov

## Resultaten
| Jaar | EK Allround | WK Afstanden     | WK Junioren |
| ---- | ----------- | ---------------- | ----------- |
| 2005 |             |                  | NC31        |
| 2007 | NC22        | achtervolging    |             |
| 2008 |             | 7e achtervolging |             |

### Medaillespiegel
| Kampioenschap | Goud | Zilver | Brons |
| ------------- | ---- | ------ | ----- |
| EK Allround   | 0    | 0      | 0     |
| WK Afstanden  | 0    | 0      | 1     |
| WK Junioren   | 0    | 0      | 0     |